# Démasquée
Démasquée (in finlandese: Paljastettu) è un dipinto a olio su tela del pittore finlandese Akseli Gallen-Kallela, realizzato nel 1888 e oggi conservato nelle collezioni del museo d'arte Ateneum di Helsinki. Uno schizzo a olio su legno è conservato alla fondazione Gösta Serlachius, a Mänttä.

## Descrizione
L'opera, che venne dipinta a Parigi, rappresenta una giovane parigina nuda sdraiata su una poltrona nello studio del pittore. Ella guarda direttamente l'artista senza nascondere nulla e tiene una maschera in mano. Questa tela viene considerata una delle opere principali di Akseli Gallen-Kallela ed è interpretata come la ricerca dell'instante nel quale le maschere convenzionali cadono e appare solo l'esistenza nuda (infatti il titolo significa "smascherata" in francese). Potrebbe anche raffigurare la vita tragica da bohème. Il giglio che simboleggia l'innocenza contrasta con la modella estremamente carnale e la chitarra la cui forma risalta maggiormente l'erotismo dell'opera. Sullo sfondo si trovano vari elementi come un tappeto rya, tipicamente finlandese, un teschio e un busto.